# Baptista de Andrade
Baptista de Andrade (27 de Março de 1811 — 26 de Fevereiro de 1902), oficial da marinha portuguesa, patrono da classe de corvetas Baptista de Andrade e da embarcação NRP Baptista de Andrade.

## Biografia
Colocado em Moçambique e na Índia até 1838, no qual regressou para terminar o curso da Escola Politécnica.
Promovido em Setembro de 1844 a Segundo-Tenente, e a Primeiro-Tenente em Setembro de 1845. Entretanto desempenhou a função de imediato no cúter "Andorinha", e no brigue "Serra do Pilar", e de comandante no brigue "Corimba" e na polaca
"Esperança".
Em Maio de 1855 foi nomeado Governador do distrito de Ambriz.
Em Outubro de 1857 após o seu desempenho numa série de campanhas contra revoltas de vários povos indígenas, foi-lhe atribuída o grau de de Oficial da Ordem da Torre e Espada e promovido por distinção no campo de batalha, ao posto de Capitão-Tenente em Abril de 1858.
Foi renomeado Governo de Ambriz e em 1859 nomeado superintendente das minas de Bembe. Em 21 de Setembro de 1860 foi promovido a Capitão-de-Fragata, no qual desempenhou a função de comandante da corveta "Estefânia" e em Agosto de 1862 foi nomeado Governador-Geral de Angola.
Já em 1889 foi promovido a Vice-Almirante; e em 1890 Comandante-Geral da Armada Portuguesa; tornando-se em 1892 Vice-Presidente do Conselho do Almirantado e em 1895 promovido ao posto de Almirante.

## Condecorações
- Ordem Militar da Torre e Espada;
- Ordem Militar de Aviz;
- Medalha da Expedição a Angola - 1860, grau ouro (em exposição no Museu da Marinha)